# 坂出市立府中小学校
坂出市立府中小学校（さかいでしりつ　ふちゅう　しょうがっこう）は、香川県坂出市府中町にある公立小学校。

## 概要
坂出市のJR 予讃線 讃岐府中駅の西側に位置する小学校である。

## 歴史

### 沿革
- 1886年　小原、一の池、迯田の3校を合併して現在地に小学校を設立[1]
- 1891年　府中尋常小学校と改称
- 1915年　国分寺高等小学校を解散し、高等科を併設して府中尋常高等小学校と改称
- 1941年　府中国民学校と改称
- 1947年　府中村立府中小学校と改称
- 1954年　坂出市に合併し、坂出市立府中小学校と改称

### 全校児童数の推移
坂出市立府中小学校の児童数は、1983年以降減少している。。
- 1975年：350人
- 1976年：380人
- 1977年：383人
- 1978年：433人
- 1979年：451人
- 1980年：453人
- 1981年：444人
- 1982年：436人
- 1983年：458人
- 1984年：435人
- 1985年：432人
- 1986年：422人
- 1987年：421人
- 1988年：398人
- 1989年：381人
- 1990年：360人
- 1991年：342人
- 1992年：321人
- 1993年：312人
- 1994年：321人
- 1995年：309人
- 1996年：304人
- 1997年：301人
- 1998年：294人
- 1999年：280人
- 2000年：283人
- 2001年：284人
- 2002年：274人
- 2003年：273人
- 2004年：273人
- 2005年：279人
- 2006年：278人
- 2007年：281人
- 2011年：221人[3]

## 進学先中学校
- 坂出市立白峰中学校

## 交通
- JR 予讃線 讃岐府中駅より徒歩9分

## 校区内の主な施設
- 坂出カントリークラブ

## 通学区域
府中町。